# Кортеласор
Кортеласор (на испански: Cortelazor) е населено място и община в Испания. Намира се в провинция Уелва, в състава на автономната област Андалусия. Общината влиза в състава на района (комарка) Сиера де Уелва. Заема площ от 40 km². Населението му е 300 души (по преброяване от 2010 г.). Разстоянието до административния център на провинцията е 120 km.

## Демография
| 1996 | 1998 | 1999 | 2000 | 2001 | 2002 | 2003 | 2004 | 2005 | 2006 |
| ---- | ---- | ---- | ---- | ---- | ---- | ---- | ---- | ---- | ---- |
| 338  | 326  | 327  | 317  | 312  | 302  | 314  | 301  | 289  |      |